# تابع نمایی کشیده

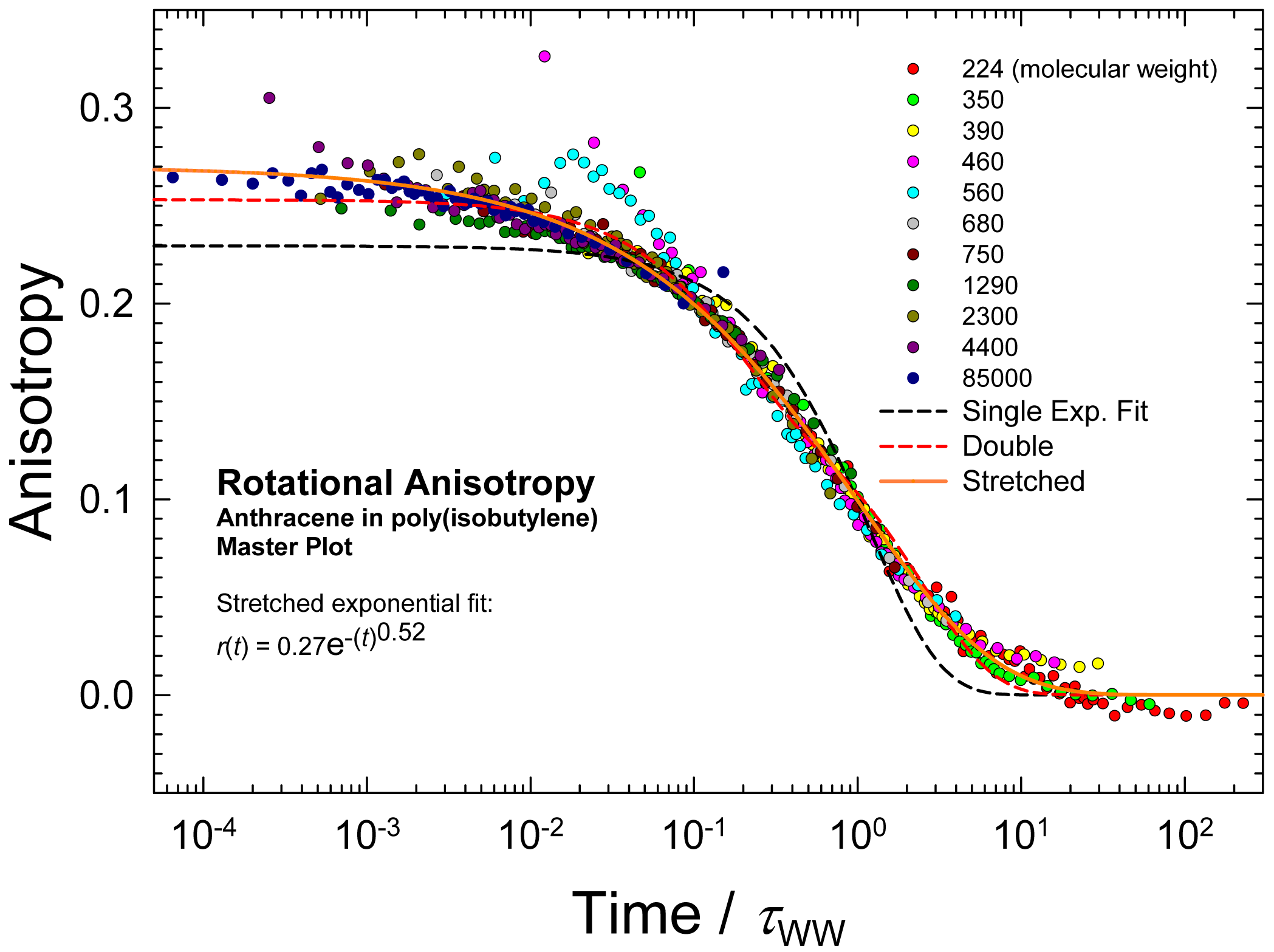
شکل ۱: نمایش سازگاری نمایی کشیده (با β=۰٫۵۲) با منحنی مستر تجربی. برای مقایسه، حداقل جذر نماهای مفرد و دوگانه نمایش داده شده‌است. این داده‌ها، ناهمسان‌گردی برای آنتراسن در پلی‌ایزوبوتن در چندین جرم مولکولی هستند. این نمودارها برای همپوشانی زمان تقسیم شده (t) با ثابت زمانی مشخصه متناظر ساخته شده‌اند.

تابع نمایی کشیده (به انگلیسی: Stretched exponential function) که به این صورت تعریف می‌شود:
{\displaystyle f_{\beta }(t)=e^{-t^{\beta }}}
با قرار دادن یک توزیع توانی کسری در یک تابع نمایی به دست می‌آید. در بیشتر کاربردها، این تابع فقط برای شناسه (آرگومان) t بین ۰ و +∞ معنی دار است. با β = ۱ تابع نمایی معمولی بازیابی می‌شود. هنگامیکه نمای کشیدگی β بین ۰ و ۱ قرار دارد، گراف log f دربرابر t به صورت مشخصه‌ای کشیده می‌شود، و نام تابع از این موضوع گرفته شده‌است. تابع نمایی فشرده (با β> ۱) دارای اهمیت کاربردی کمتری است، اما یک استثنا وجود دارد که آن β = ۲ است، و توزیع نرمال به دست می‌دهد.
در ریاضیات، به نمایی کشیده، توزیع ویبول تجمعی مکمل نیز می‌گویند. نمایی کشیده همچنین تابع مشخصه، در اصل تبدیل فوریه، برای توزیع ایستا-آلفا متقارن لیوی می‌باشد.
در فیزیک، از تابع نمایی کشیده به عنوان توصیف پدیدارشناختی واهلش در سامانه‌های بی‌نظم استفاده می‌شود. این تابع اولین بار توسط رودولف کلراوش در سال ۱۸۵۴ برای توصیف تخلیه الکتریکی یک خازن معرفی شد؛ از این رو به آن تابع کلراوش هم می‌گویند. در سال ۱۹۷۰، جی. ویلیامز و دی.سی. واتس از تبدیل فوریهٔ نمایی کشیده استفاده کردند تا طیف‌های دی‌الکتریک پلیمرها را توصیف کنند؛ در این زمینه، نمایی کشیده یا تبدیل فوریه آن، تابع کهلراوش – ویلیامز – وات (KWW) هم نام دارد.
در کاربردهای پدیدارشناسانه، این موضوع مشخص نیست که آیا از تابع نمایی کشیده، یا برای توصیف تابع توزیع دیفرانسیل یا توزیع انتگرال استفاده شود، یا برای هیچ‌کدام. در هر حالت، به زوال مجانبی مشابهی می‌رسیم، اما پیش‌فاکتور توزیع توانی آن متفاوت است، که سازگاری را مبهم تر از توانی‌های ساده می‌کند. در حالت‌های خاص، می‌توان نشان داد که زوال مجانبی یک نمای کشیده‌است، اما پیش‌فاکتور معمولاً یک توان بی‌ربط است.